# Liste des évêques d'Osimo

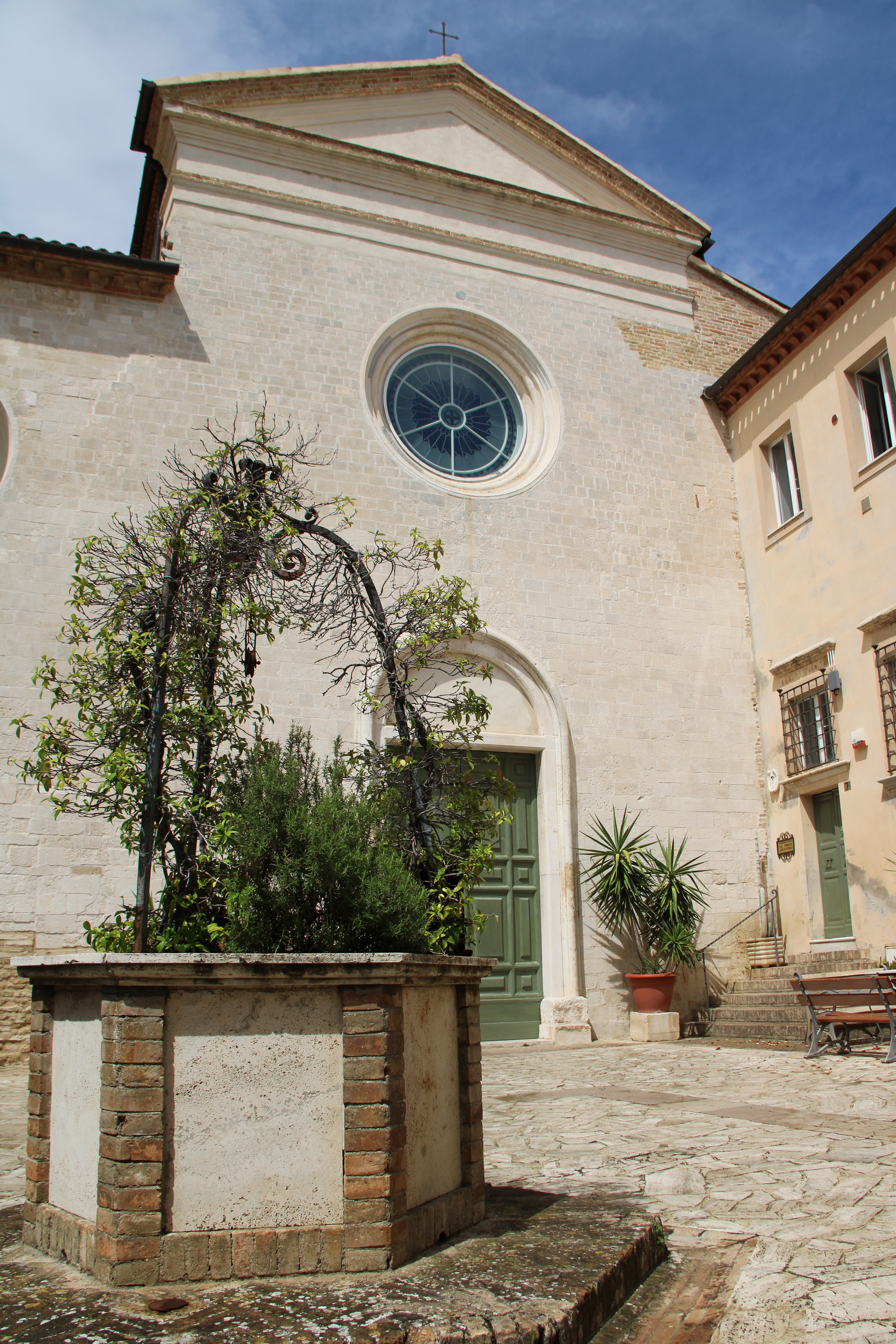
Cathédrale de San Leopardo à Osimo.

L'ex-diocèse d'Osimo  est un diocèse italien fondé au VIIe siècle.  Il est fusionné en 1725 avec le diocèse de Cingoli, ayant existé de 400 à 560, et prend le nom de diocèse d'Osimo et Cingoli, dépendant directement du Saint-Siège. En 1980 l'ex-diocèse de Cingoli est fusionné avec le diocèse de Macerata-Tolentino-Recanati-Cingoli-Treia et le diocèse d'Osimo est uni à l'archidiocèse d'Ancône-Osimo.

## Évêques d'Osimo
- Saint Léopard †
- Fortunato † (649)
- Giovanni † (680)
- Saint Vitalien † (745)
- Germano † (826)
- Leone † (835-843)
- Andrea † (853)
- Pietro † (887)
- Attingo ou Astingo † (967)
- Cloroardo † (996)
- Ghislerio † (1022-1037)
- Azzo ou Atto † (1062)
- Lotario † (1066-1096)
- Guarnerio †
- Grimoaldo † (1151-1157)
- Gentile † (1177-1205)
- Sinibaldo I † (1218-1236)
- Rinaldo † (1240)
- supprimé (1240-1264)
- Saint Benvenuto degli Scottivoli † (1264-1283)
- Bernardo de Berardi † (1283-1288)
- Monaldo † (1289 -  1292)
- Giovanni d'Uguccione † (1294 - 1319)
- Berardo II † (1320 - ?)
- Sinibaldo II, O.F.M. † (1326 - 1341 ou 1342)
- Alberto Boson, O.P. † (1342 - 1347)
- Luca Mannelli, O.P. † (1347 - 1356)
- Pietro Massei, O.P. † (1358-1381)
- Pietro III † (1381 - 1400)
- Jean Rousseau † (1382-?)
- Giovanni Grimaldeschi † (1400-1419)
- Pietro Ercolani, O.F.M. † (1419-1422)
- Nicolò Bianchi, O.S.B. † (1422 - 1433 ou 1434)
- Andrea da Montecchio † (1434 - 1454)
- Giovanni de' Prefetti † (1454-1460)
- Gaspare Zacchi † (1460-1474)
- Luca Carducci, O.S.B.Cam. † (1474-1484)
- Paride Ghirardelli † (1484-1498)
- Antonio Sinibaldi † (1498-1515)
- Giambattista Sinibaldi † (1515-1547)
- Cipriano Senili † (1547-1551)
- Bernardino de Cupis † (1551-1574)
- Cornelio Firmano † (1574-1588)
- Teodosio Fiorenzi † (1588-1591)
- Antonio Maria Galli † (1591-1620)
- Agostino Galamini, O.P. † (1620-1639)
- Girolamo Verospi † (1642-1652)
- Lodovico Betti † (1652-1655)
- Antonio Bichi † (1656-1691)
- Opizio Pallavicini † (1691-1700)
- Sede vacante (1700-1709)
- Michelangelo dei Conti † (1709-1714)
- Orazio Filippo Spada † (1714-1724)
- Agostino Pipia, O.P. † (1724-1725)

### Évêques d'Osimo et Cingoli
- Agostino Pipia, O.P. †  (1725-1727)
- Pier Secondo Radicati † (1728-1729)
- Ferdinando Agostino Bernabei, O.P. †(1729-1734)
- Giacomo Lanfredini † (1734-1740)
- Pompeo Compagnoni † (1740-1774)
- Guido Calcagnini † (1776-1807)
- Giovanni Castiglione † (1808-1815)
- Carlo Andrea Pelagallo † (1815-1822)
- Ercole Dandini † (1823-1824)
- Timoteo Maria Ascensi, O.C.D (1827-1828)
- Giovanni Antonio Benvenuti † (1828-1838)
- Giovanni Soglia Ceroni † (1839-1848)
- Giovanni Brunelli † (1856-1861)
- Salvatore Nobili Vitelleschi † (1863-1871), auparavant archevêque titulaire de Séleucie-de-Piérie (de)
- Michele Seri-Molini † (1871-1888)
- Egidio Mauri, O.P. †(1888-1893)
- Giovanni Battista Scotti † (1894-1916)
- Pacifico Fiorani † (1917-1924)
- Monalduzio Leopardi † (1926-1944)
- Domenico Brizi † (1945-1964)
  - Sede vacante (1964-1972)
- Carlo Maccari †  (1972-1986)